# Kościół św. Piotra i Pawła w Broumovie
Kościół pw. św. Piotra i Pawła w Broumovie – zabytkowy obiekt pierwotnie wybudowany XIII w. w Broumovie, należy do broumovskiej grupy kościołów.
Początkowo gotycki przebudowany w latach 1679–82 na barokowy. W głównym ołtarzu figurka Madonny z XIV w. W murze przed głównym wejściem oraz w sieni znajdują się epitafia. 

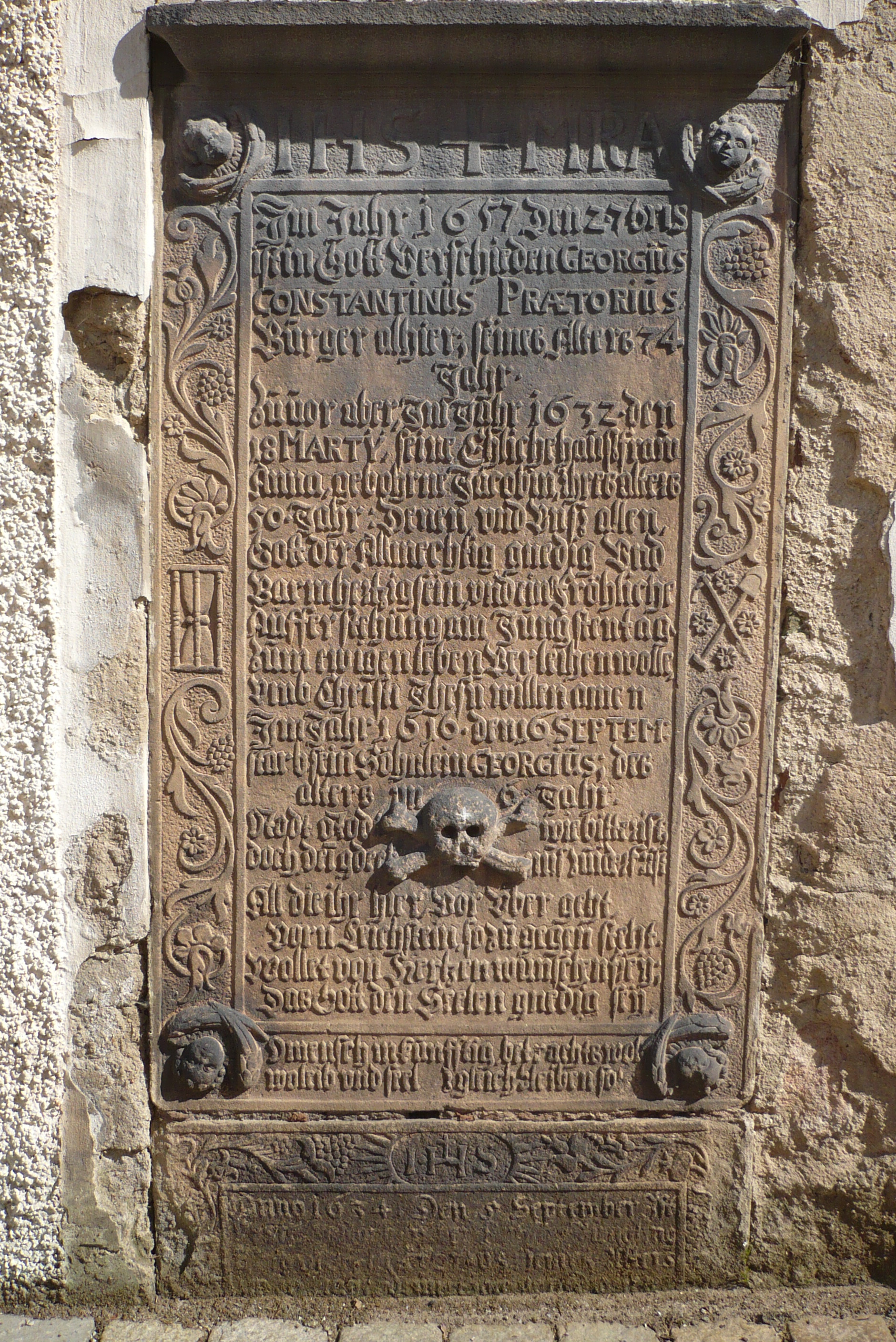
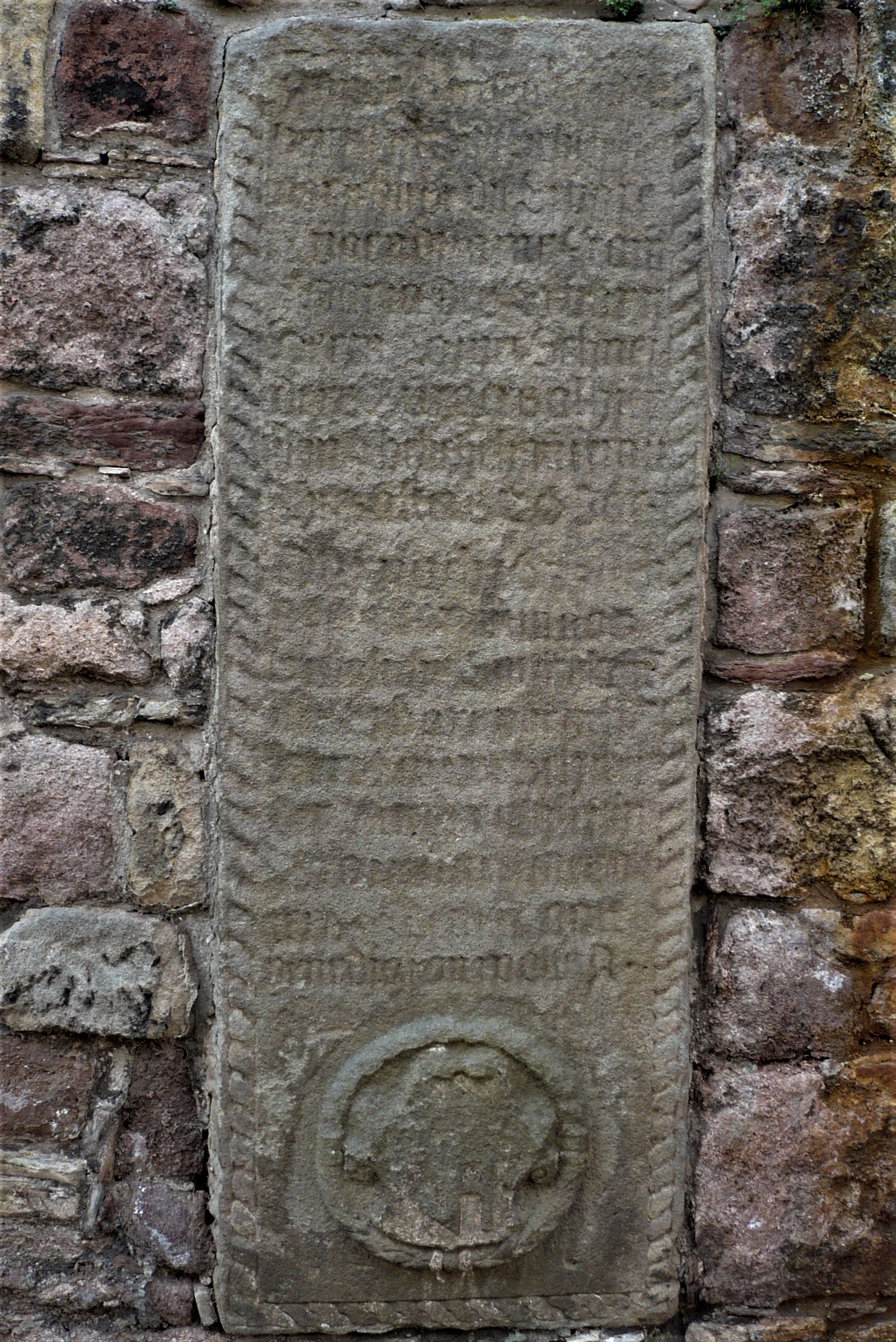
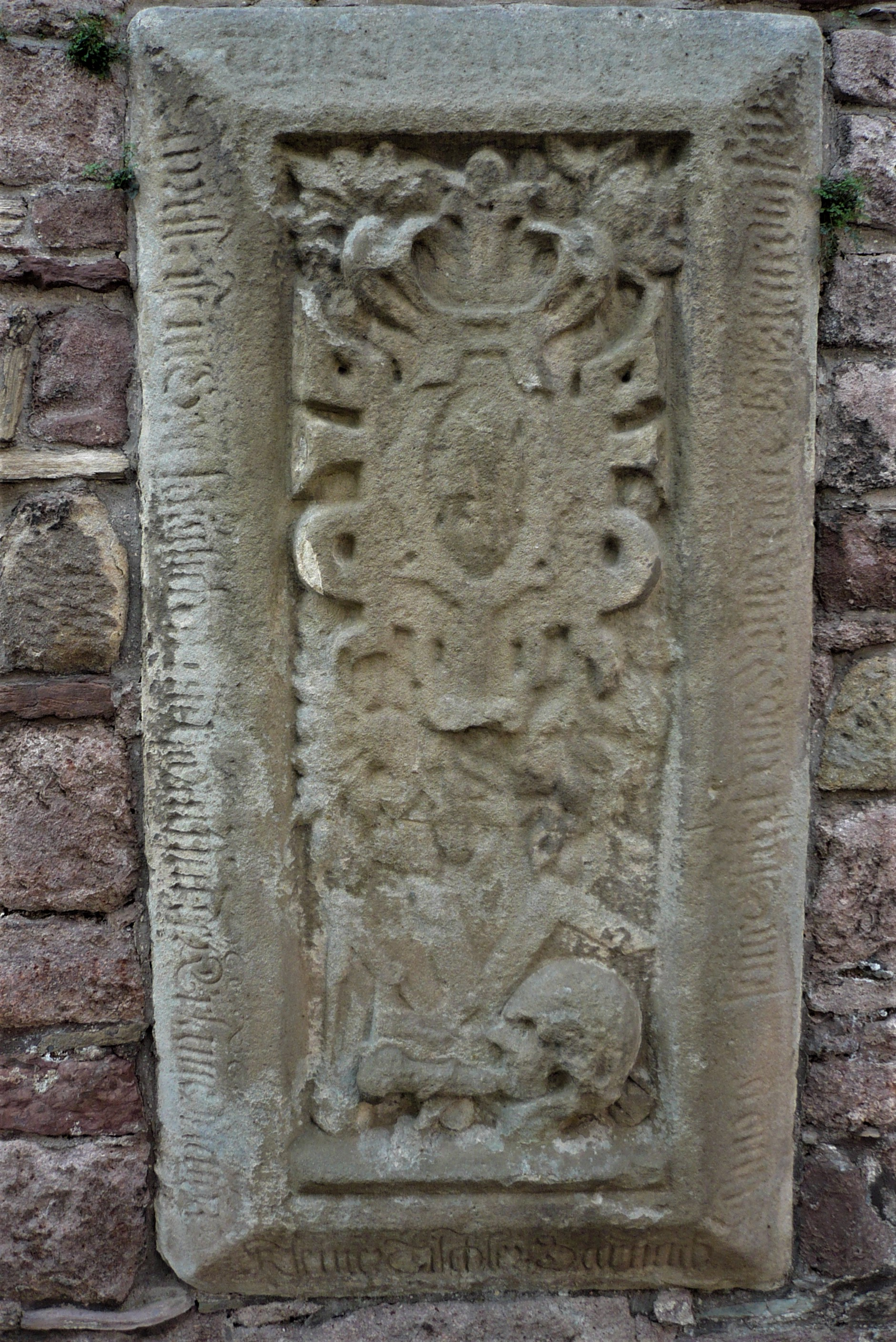
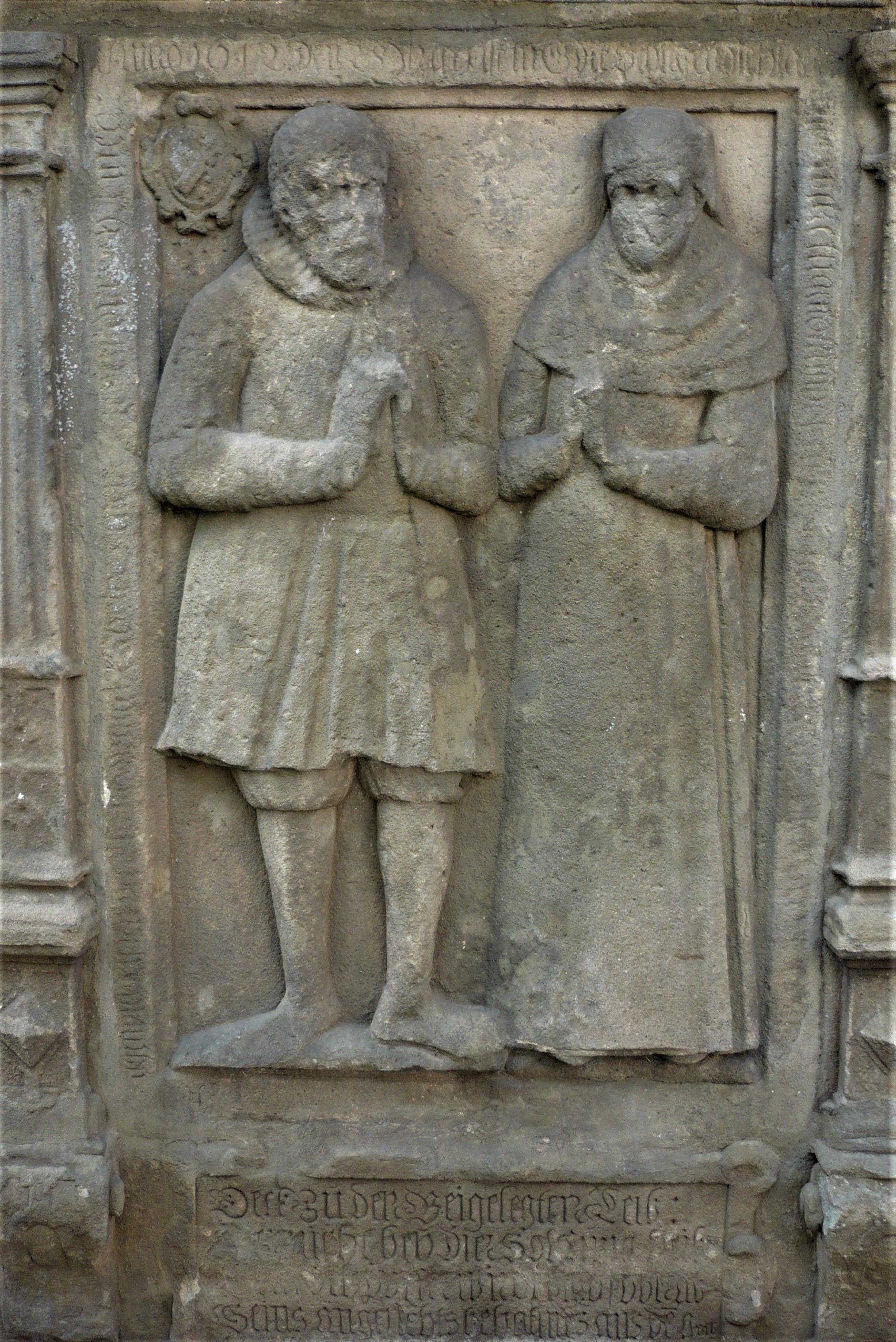
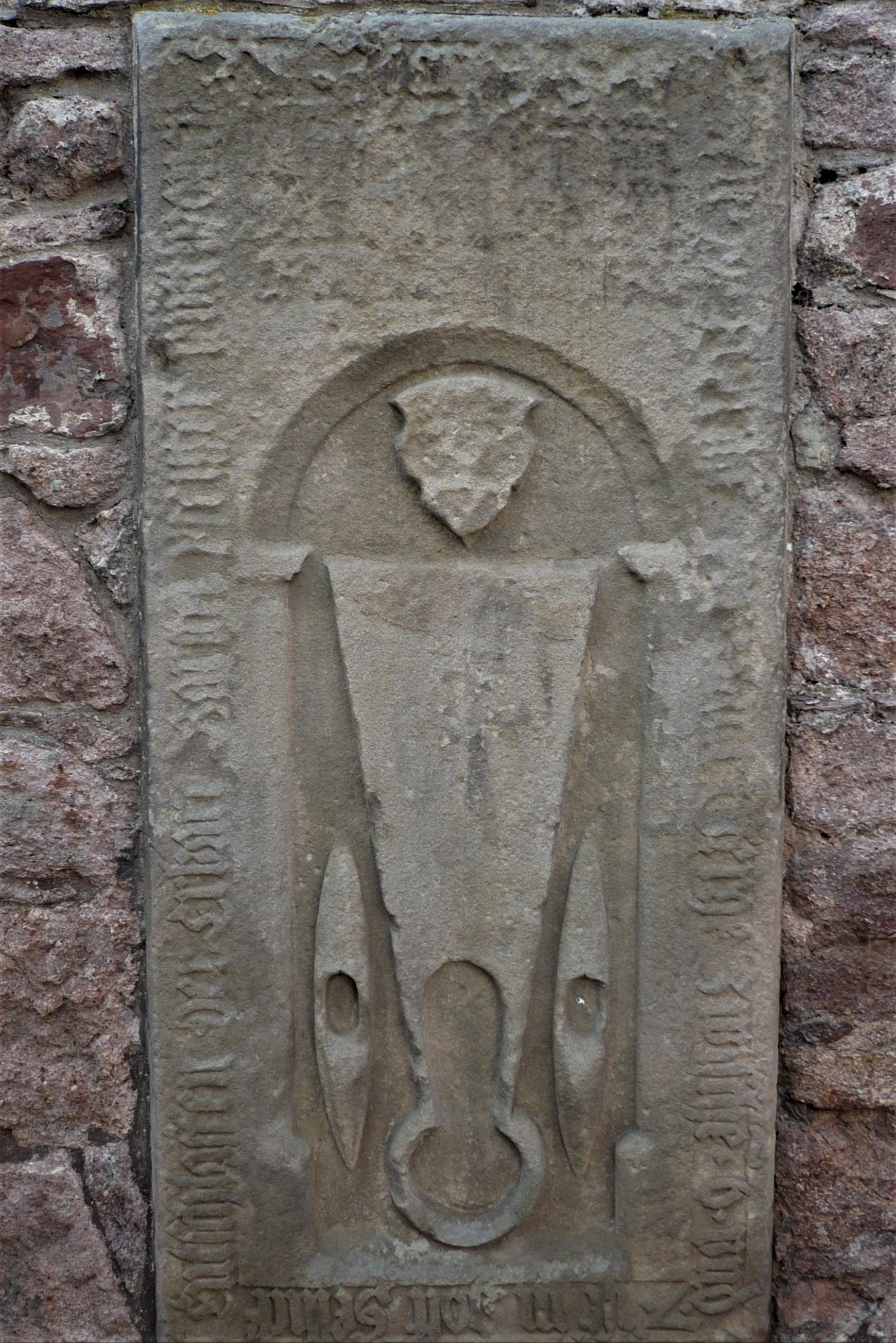
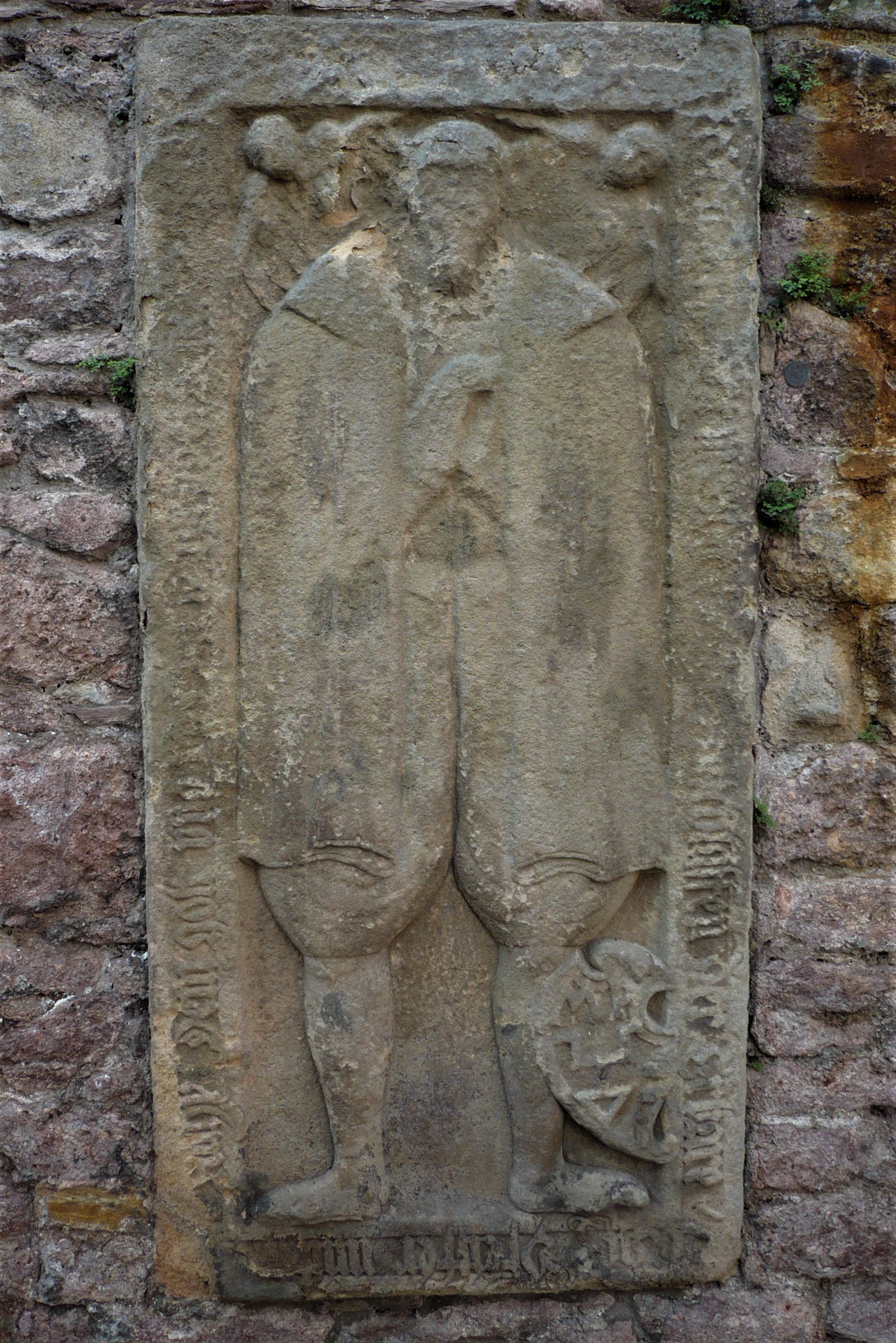
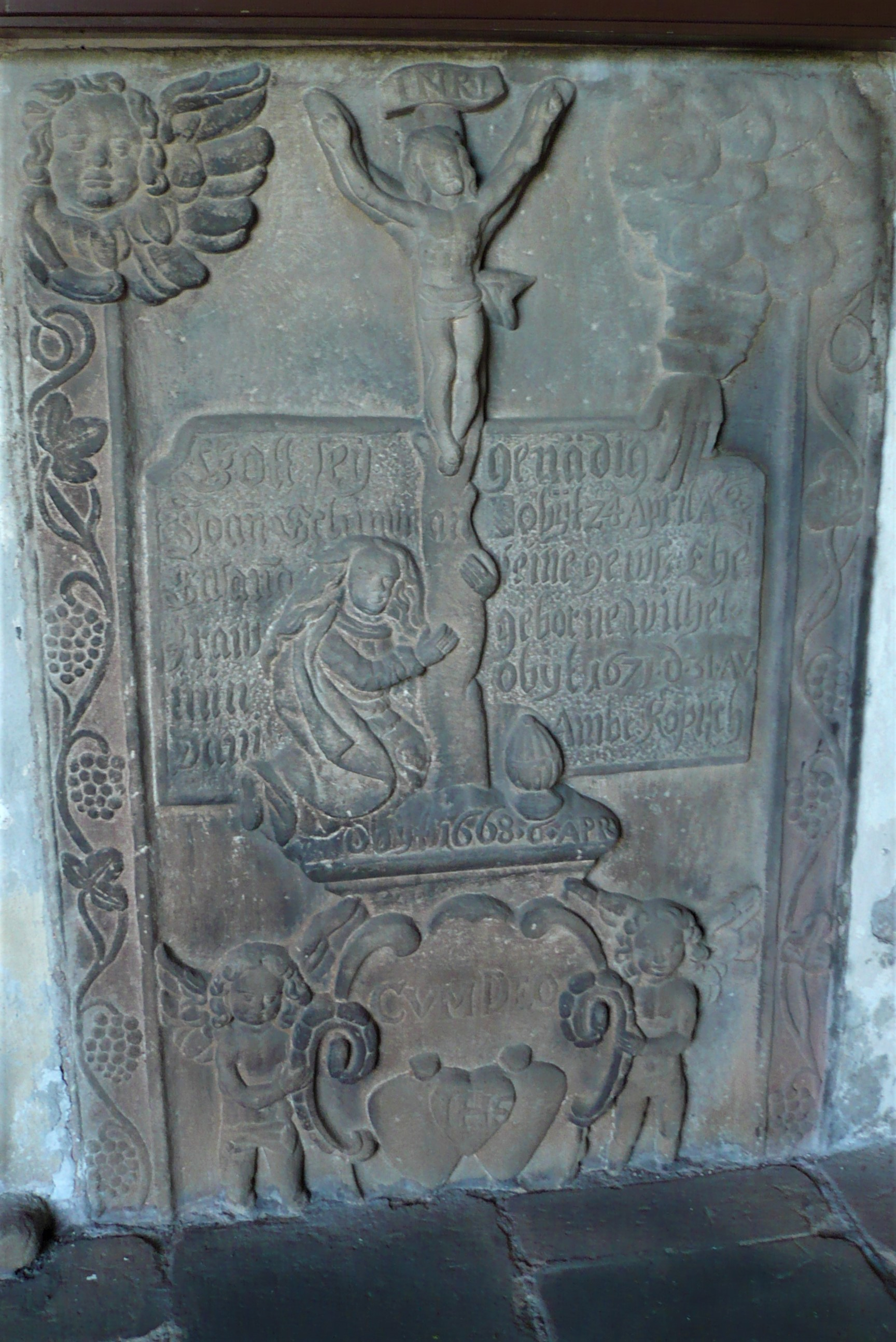
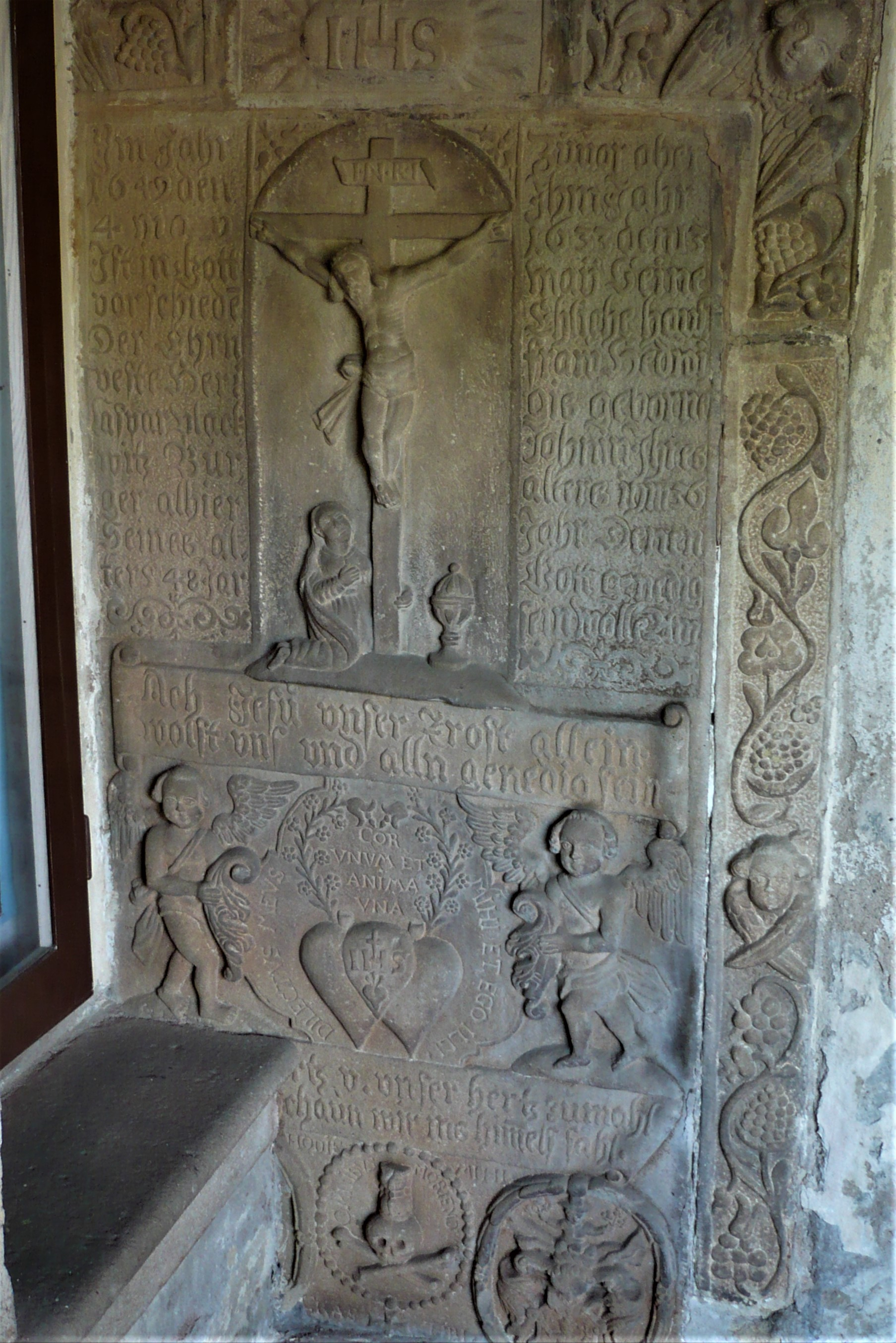